# Gerzhausen
Koordinaten: 50° 58′ 53″ N, 9° 11′ 55″ O
Gerzhausen ist eine Dorfwüstung in der heutigen Gemarkung von Waltersbrück, einem Ortsteil der Gemeinde Neuental im nordhessischen Schwalm-Eder-Kreis. Wann der im Jahre 1209 erstmals urkundlich erwähnte Ort verlassen wurde, ist nicht bekannt.

## Geographische Lage
Der Ort lag auf 239 m Höhe am westlichen Talhang der Schwalm etwa 1,8 km südwestlich von Waltersbrück und 1,8 km nördlich von Schlierbach in der Feldmark. Nördlich vorbei fließt der Goldbach, der hier heute zu zwei Teichen aufgestaut ist. Etwa 300 m östlich der Wüstung verläuft die Landesstraße L 3067 von Schwalmstadt nach Zimmersrode, 200 m weiter östlich die Trasse Marburg-Wabern-Kassel der Main-Weser-Bahn und zwischen beiden die Schwalm, in die der Goldbach nach Unterqueren der L 3067 einmündet.

## Geschichte
Der Ort fand erstmals urkundliche Erwähnung als „Geroldeshusen“ in einem Einkünfteverzeichnis des St. Petri-Stifts zu Fritzlar aus dem Jahre 1209. In den folgenden Jahrhunderten erscheint der Ortsname dann in mannigfach wechselnder Form, was die Zuordnung des Namens zu diesem oder anderen Orten mit ähnlichem Namen heute erschwert; schon Georg Landau schrieb 1858: Es ist sehr schwer von dem waldeck. Hofe Gershausen in den Urk. zu unterscheiden. In Urkunden und schriftlichen Überlieferungen erscheinende Variationen des Ortsnamens waren: „Gershausen“ (1253), „Gerrettichusen“ (1294), „Gerhartshusin“ (1320), „Geroldishusin“ (1359), „Gertzhusen“ (1445), „Geroltshusen“ (1467), „Geroltßhußen“ (1471), „Gerorltshusen“ (1479), „Gertzhusen“ (1484), „Geroltzhusen“ (1489), „Gertzhußen“ (1490), „Gyrßhusenn“ (1493), „Gurßhausen“ (1500), „Gertzhusen“ (1501), „Gerßhusen“ (1504), „Gortzhusen“ (1512), „Geroldeshaußen“ (1517), „Gertzhawßen“ (1523), „Gerßhußen“ (1530), „Gertzhausen“ (1569), „Geroltshusenn“ (1574), „Geroldeßhaußen“ (1578), „Geroltzhausen“ (1623), „Gertzhaußen“ (1629), „Gershausen“ (1656) und „Görtzhaußen“ (1731). Ob sie sich auf diesen Ort beziehen, ist in vielen Fällen unklar. Tatsächlich beziehen sich mehrere im Historischen Ortslexikon Hessen on-line dem hier behandelten Ort Gerzhausen zugeordnete Begebnisse ohne Zweifel auf den waldeckschen Ort Gershausen (heute Gershäuser Hof) südlich von Braunau im Kellerwald, etwa 7 km südlich von Bad Wildungen, andere auf Herzhausen bei Schwalmstadt oder auf Gershausen bei Naumburg (siehe Anmerkung unten).
Somit sind nur wenige überlieferte Ereignisse zweifelsfrei Gerzhausen zuzuordnen. Als das Gericht Waltersbrück im Jahre 1359 geteilt wurde, kam „Geroldishusen“, gemeinsam mit Bischhausen, Schlierbach, Ahausen, Glimmerode und Dorheim, an die Herren von Löwenstein-Schweinsberg; die Herren von Gilsa erhielten die Orte Zimmersrode und Gilsa und ihr Gut zu Gerzhausen wurde von der Löwensteiner Gerichtsbarkeit und von Diensten zugunsten derer von Gilsa befreit. Die von Gilsa waren von mindestens 1445 bis 1725 vom Fritzlarer St. Petri-Stift mit einem Zehnten zu Gerzhausen belehnt. 1493 belehnten die von Löwenstein-Westerburg den Henne Schenke und Genossen unter anderem mit dem ihrem Teil des Zehnten zu Gerzhausen. Am 16. Januar 1582 verschrieben Johann von Löwenstein-Schweinsberg und seine Ehefrau Margarethe zehn Taler jährlich aus Weybach, Waltersbrück und Gerzhausen für die ihnen geliehene Summe von 200 Talern an Eitel von Berlepsch, Hauptmann der Wasserfestung Ziegenhain. Am 30. November 1644 kamen Dorf und Gericht Waltersbrück (mit Schlierbach, Bischhausen, Dorheim und der Wüstung Gerzhausen) durch Schenkung der Landgrafenwitwe und Regentin Amalie Elisabeth von Hessen-Kassel an den Geheimen Rat und Hofmarschall Jakob von Hoff († 1671). In dessen Familie blieb dieser Besitz bis zu ihrem Aussterben in der männlichen Linie im Jahre 1734, als es an den landgräflichen Prinzen Georg zu dessen Versorgung kam. Mit dessen Tod im Jahre 1755 fiel es als erledigtes Lehen an Hessen-Kassel heim.

## Anmerkung
Manches was im on-line Historischen Ortslexikon Hessen bei LAGIS dem hier behandelten Ort Gerzhausen zugeordnet ist, bezieht sich aller Wahrscheinlichkeit nach auf Gershausen (heute Gershäuser Hof) südlich von Braunau am Gersbach. Die Herren von Löwenstein, die knapp 5 km südöstlich auf ihrer Burg Löwenstein wohnten, hatten in Gershausen ihnen von den Grafen von Waldeck verliehenen Besitz und Einkünfte, wohl weil sie dort als Lehnsmannen der Grafen amtierten. So ist bekundet, dass Löw von Löwenstein 1320 gräflich-Waldecker Burggeld zu „Gerhartshusin“ erhielt und dass die von Löwenstein im Jahre 1506 das bisher Waldecker Geschoss zu „Gerßhußen“ erhielten. Fest steht, dass der Ort im Jahre 1530, als die Hute zu „Gerßhußen“ nach Streit zwischen Waldeck und denen von Löwenstein geteilt wurde, wüst lag. 1580 verkaufte Johann von Löwenstein seinen letzten Besitz zu Gershausen an Waldeck.
Auch die im Jahre 1253 erfolgte Schenkung des Amtsgrafen Berthold von Felsberg seiner sämtlichen Eigen- und Lehnsgüter, darunter drei Hufen in Gershausen, die wohl aus der Mitgift seiner Ehefrau Bertha von Naumburg stammten, an das Kloster Breitenau wird bei LAGIS irrtümlich hier eingeordnet, bezieht sich jedoch stattdessen auf Gershausen bei Naumburg.
Schließlich gehört auch der Kauf eines Löwensteiner Guts zu Gershausen durch Hans von Lüder im Jahre 1502 nicht hierher, was auf einem Lese- oder Schreibfehler beruht, sondern zur Wüstung Herzhausen bei Ziegenhain, einem Dorf, mit dem ihn 1490 Landgraf Wilhelm III. im Jahre 1490 belehnt hatte und wo die von Lüder bereits 1424 durch Graf Johann I. von Ziegenhain mit Güterbesitz belehnt worden waren.